# 外煙列島
外烟列岛（韓語：외연열도）是一个位于大韩民国忠清南道保宁市西方的群岛。由外烟岛、贸马岛、梧岛、横见岛、黑岛、黄岛、石岛7个岛屿组成
行政上属于保宁市鳌川面，岛上的居民大部分从事捕鱼业，主要在近海捕捞虾类等海产品。
外烟岛上的常绿林是大韩民国天然纪念物第136号。